# Потопальський Максим Олексійович
Максим Олексійович Потопальський (нар. 18 серпня 2000) — український футболіст, захисник «Чайки».

## Життєпис
Вихованець київської ДЮСШ-15, у складі якої до 2017 року виступав у ДЮФЛУ. Під час зимової перерви сезону 2017/18 років перерейшов до «Оболонь-Бровар». Проте у складі першої команди киян не зіграв жодного офіційного поєдинку. У складі нового клубу дебютував 27 липня 2019 року в переможному (1:0) виїзному поєдинку групи А Другої ліги проти вишгородського «Діназу». Максим вийшов на поле в стартовому складі та відіграв увесь матч. Дебютним голом у складі «пивоварів» відзначився 11 серпня 2019 року на 74-й хвилині програного (1:4) виїзного поєдинку 3-о туру групи Другої ліги проти житомирського «Полісся». Потопальський вийшов на поле в стартовому складі та відіграв увесь матч. Станом на 31 жовтня 2019 року зіграв 17 матчів у Другій лізі, в яких відзначився 3-а голами.